# Активни државни саветник I класе
Активни тајни савјетник 1. класе (рус. действительный тайный советник 1-го класса) је био грађански чин I класе у Табели рангова у Руској Империји. Обраћало му се са Ваше високо превасходство.
Овај грађански чин је одговарао упоредном грађанском чину канцелара, војном чину генерал-фелдмаршала и поморском чину генерал-адмирала.
Давао се лицима која због свог службеног положаја нису могли бити канцелари. У историји Руске Империје тај чин су имала 13 државника. За разлику од чина канцелара, чин активног тајног савјетника 1. класе додјељивао се све до краха Руске Империје.

## Активни тајни савјетници 1. класе
1. 1773 — гроф Никита Иванович Пањин (1718—1783);
2. 1796 — свијетли кнез Александар Андрејевич Безбородко (1747—1799), државни канцелар (1797);
3. 1801 — гроф Александар Романович Воронцов (1741—1805), државни канцелар (1802);
4. 1807 — кнез Александар Борисович Куракин (1752—1818);
5. 1811 — гроф Александар Сергејевич Строганов (1733—1811);
6. 1814 — свијетли кнез Петар Васиљевич Лопухин (1753—1827);
7. 1819 — свијетли кнез Андреј Кирилович Разумовски (1752—1836);
8. 1826 — кнез Алексеј Борисович Куракин (1759—1829);
9. 1841 — кнез Александар Николајевич Голицин (1773—1844);
10. 1852 — кнез Сергеј Михајлович Голицин (1774—1859);
11. 1868 — кнез Павле Павлович Гагарин (1789—1872);
12. 1906 — гроф Дмитриј Мартинович Сољски (1833—1910);
13. 1916 — Иван Логинович Горемикин (1839—1917).